# Pittsburgh Steelers 2022
La stagione 2022 dei Pittsburgh Steelers è stata la 90ª della franchigia nella National Football League (NFL) e la 16ª con Mike Tomlin come capo-allenatore. Per la prima volta dal 2003 il quarterback Ben Roethlisberger non fece parte del roster, avendo annunciato il ritiro il 27 gennaio 2022. Fu anche la prima stagione dal 1999 senza Kevin Colbert come general manager, dimessosi dopo il Draft NFL 2022 e sostituito da Omar Khan.
Gli Steelers iniziarono la stagione con un record di 2-6, la loro peggior partenza dal 2003, e non riuscirono a migliorare il record di 9–7–1 della stagione precedente dopo una sconfitta contro i Baltimore Ravens nella settimana 14. Malgrado ciò la squadra si riprese nella seconda parte della stagione, rimanendo in corsa per i playoff fino all'ultimo turno e concludendo con un bilancio di 9–8. Tuttavia mancarono di poco l'accesso ai playoff, avendo terminato con lo stesso record dei Miami Dolphins per l'ultima wild card ma avendo perso lo scontro diretto nel settimo turno. Dopo una vittoria per 28–14 contro i Cleveland Browns Pittsburgh si assicurò di continuare la sua striscia di 19 stagioni consecutive senza un record negativo.

## Scelte nel Draft 2022
| Scelte degli Steelers nel Draft 2022 |        |                                      |                                      |                                      |
| Giro                                 | Scelta | Giocatore                            | Ruolo                                | College                              |
| 1                                    | 20     | Kenny Pickett                        | QB                                   | Pittsburgh                           |
| 2                                    | 52     | George Pickens                       | WR                                   | Georgia                              |
| 3                                    | 84     | DeMarvin Leal                        | DT                                   | Texas A&M                            |
| 4                                    | 125    | Scambiata con i Miami Dolphins       | Scambiata con i Miami Dolphins       | Scambiata con i Miami Dolphins       |
| 4                                    | 138    | Calvin Austin III                    | WR                                   | Memphis                              |
| 5                                    | 163    | Scambiata con i New York Jets        | Scambiata con i New York Jets        | Scambiata con i New York Jets        |
| 6                                    | 198    | Scambiata con i Jacksonville Jaguars | Scambiata con i Jacksonville Jaguars | Scambiata con i Jacksonville Jaguars |
| 6                                    | 208    | Connor Heyward                       | FB/TE                                | Michigan State                       |
| 7                                    | 225    | Mark Robinson                        | LB                                   | Ole Miss                             |
| 7                                    | 241    | Chris Oladokun                       | QB                                   | South Dakota State                   |

## Staff
| Staff dei Pittsburgh Steelers nel 2022 |
| --- |
| Organi dirigenziali - Presidente – Art Rooney II - Vice presidente – Art Rooney Jr. - Vice presidente & general manager – Omar Khan - Vice presidente del football e amministrazione – Omar Khan - Coordinatore personale dei giocatori – Dan Rooney Jr. - Coordinatore degli osservatori del college – Phil Kreidler - Coordinatore degli osservatori dei professionisti – Brandon Hunt - Coordinatore dell'amministrazione del football – Cole Marcoux - Coordinatore delle operazioni della squadra – Aidan Hennessey-Niland - Assistente senior/osservatore del college – Rick Reiprish Capo allenatore - Mike Tomlin - Assistente capo-allenatore – John Mitchell Altri allenatori - Preparatore atletico – Garrett Giemont - Assistente p.a. – Marcel Pastoor - Assistente p.a. – Rodain Delus - Direttore dello sviluppo dei giocatori – Darrel Young Allenatori dell'attacco - Coordinatore offensivo – Matt Canada - Quarterback – Mike Sullivan - Running back – Eddie Faulkner - Wide receiver – Frisman Jackson - Assistente wide receiver – Blaine Stewart - Tight end – Alfredo Roberts - Offensive line – Pat Meyer - Controllo qualità attacco – Matt Tomsho Allenatori della difesa - Coordinatore difensivo – Teryl Austin - Defensive line – Karl Dunbar - Assistente senior/linebacker – Brian Flores - Inside linebacker – Jerry Olsavsky - Assistente outside linebacker – Denzel Martin - Defensive back– Grady Brown Allenatori dello special team - Coordinatore dello Special Team: Danny Smith - Assistente – Matt Symmes |

## Roster
| Roster dei Pittsburgh Steelers nel 2022 |
| --- |
| Quarterback - 8 Kenny Pickett - 2 Mason Rudolph - 10 Mitchell Trubisky Running Back - 22 Najee Harris - 24 Benny Snell - 30 Jaylen Warren - 44 Derek Watt FB Wide Receiver - 13 Miles Boykin - 11 Chase Claypool - 18 Diontae Johnson - 89 Gunner Olszewski - 14 George Pickens - 82 Steven Sims Tight End - 88 Pat Freiermuth - 81 Zach Gentry - 83 Connor Heyward Offensive Linemen - 61 Mason Cole C - 78 James Daniels G - 77 Jesse Davisl G - 69 Kevin Dotson G - 53 Kendrick Green G - 60 J.C. Hassenauer C - 65 Dan Moore T - 76 Chukwuma Okorafor T - 64 Trent Scott T Defensive Linemen - 57 Montravius Adams NT - 94 Tyson Alualu NT - 97 Cameron Heyward DT - 98 DeMarvin Leal DE - 92 Isaiahh Loudermilk DE - 65 Larry Ogunjobi DE - 95 Chris Wormley DE Linebacker - 27 Marcus Allen ILB - 55 Devin Bush Jr. ILB - 56 Alex Highsmith OLB - 51 Myles Jack ILB - -- Jamir Jones OLB - 50 Malik Reed OLB - 93 Mark Robinson ILB - 41 Robert Spillane ILB - 90 T.J. Watt OLB Defensive Back - 34 Terrell Edmunds SS - 39 Minkah Fitzpatrick FS - 28 Miles Killebrew SS - 35 Arthur Maulet CB - 21 Tre Norwood FS - 42 James Pierre CB - 20 Cameron Sutton CB - 29 Levi Wallace CB - 25 Ahkello Witherspoon CB Special Team - 9 Chris Boswell K - 6 Pressley Harvin III P - 46 Christian Kuntz LS Lista delle riserve - 19 Calvin Austin WR (IR) - 38 Karl Joseph SS (IR) - 24 Damontae Kazee SS (IR) - 33 Jeremy McNichols RB (IR) - 17 Anthony Miller WR (IR) - 30 Carlins Platel CB (IR) Squadra di allenamento - 73 Carlos Davis DT - 68 William Dunkle G - -- Mark Gilbert CB - 77 John Leglue G - 62 Ryan McCollum C - 26 Anthony McFarland Jr. RB - 46 Hamilcar Rashed Jr. OLB - -- Justin Rigg TE - 37 Elijah Riley SS - -- Chapelle Russell OLB - 15 Cody White WR 53 attivi, 6 inattivi, 11 nella squadra di allenamento |
| Legenda - I rookie sono in corsivo. - Il primo ruolo è il principale mentre gli eventuali successivi indicano i ruoli secondari. - (IR) sta per Injured Reserve ed indica la lista ristretta per un solo giocatore infortunato che può tornare ad allenarsi dopo la settimana 6 e a rientrare in prima squadra dopo che questa ha giocato 8 partite. - (NF-Inj.) / (NF-Ill.) stanno rispettivamente per Non-Football Injured e Non-Football Illness ed indicano le liste dove viene inserito un giocatore che ha un infortunio o una malattia non dipendente dal football americano. - (PUP) sta per Physically Unable to Perform ed indica la lista dove viene inserito un giocatore mentre è in attesa di recuperare la condizione fisica. Nella stagione regolare dopo la sesta partita giocata dalla propria squadra, il giocatore ha tempo tre settimane per riprendere ad allenarsi, più tre settimane aggiuntive dal suo rientro agli allenamenti per rientrare in prima squadra. |

## Precampionato
Il 12 maggio 2022 sono state annunciate le partite degli Steelers nel precampionato.
| Precampionato |                |                        |           |        |                  |         |
| Settimana     | Data           | Avversario             | Risultato | Record | Stadio           | Sintesi |
| 1             | 13 agosto 2022 | Seattle Seahawks       | V 32-25   | 1-0    | Acrisure Stadium | Sintesi |
| 2             | 20 agosto 2022 | @ Jacksonville Jaguars | V 16-15   | 2-0    | TIAA Bank Field  | Sintesi |
| 3             | 28 agosto 2022 | Detroit Lions          | V 19-9    | 3-0    | Acrisure Stadium | Sintesi |

## Stagione regolare

### Calendario
Il calendario della stagione regolare è stato annunciato il 12 maggio 2022. Il gruppo degli avversari, stabiliti sulla base delle rotazioni previste dalla NFL per gli accoppiamenti tra le division nonché dai piazzamenti ottenuti nella stagione precedente, fu giudicato come il 12º più duro da affrontare tra tutti quelli della stagione 2022.
| Stagione regolare |                   |                          |               |        |                         |         |
| Settimana         | Data              | Avversario               | Risultato     | Record | Stadio                  | Sintesi |
| 1                 | 11 settembre 2022 | @ Cincinnati Bengals     | V 23-20 (DTS) | 1-0    | Paycor Stadium          | Sintesi |
| 2                 | 18 settembre 2022 | New England Patriots     | S 14-17       | 1-1    | Acrisure Stadium        | Sintesi |
| 3                 | 22 settembre 2022 | @ Cleveland Browns (T)   | S 17-29       | 1-2    | FirstEnergy Stadium     | Sintesi |
| 4                 | 2 ottobre 2022    | New York Jets            | S 20-24       | 1-3    | Acrisure Stadium        | Sintesi |
| 5                 | 9 ottobre 2022    | @ Buffalo Bills          | S 3-38        | 1-4    | Highmark Stadium        | Sintesi |
| 6                 | 16 ottobre 2022   | Tampa Bay Buccaneers     | V 20-18       | 2-4    | Acrisure Stadium        | Sintesi |
| 7                 | 23 ottobre 2022   | @ Miami Dolphins (S)     | S 10-16       | 2-5    | Hard Rock Stadium       | Sintesi |
| 8                 | 30 ottobre 2022   | @ Philadelphia Eagles    | S 13-35       | 2-6    | Lincoln Financial Field | Sintesi |
| 9                 | Riposo            | Riposo                   | Riposo        | Riposo | Riposo                  | Riposo  |
| 10                | 13 novembre 2022  | New Orleans Saints       | V 20-10       | 3-6    | Acrisure Stadium        | Sintesi |
| 11                | 20 novembre 2022  | Cincinnati Bengals (S)   | S 30-37       | 3-7    | Acrisure Stadium        | Sintesi |
| 12                | 28 novembre 2022  | @ Indianapolis Colts (M) | V 24-17       | 4-7    | Lucas Oil Stadium       | Sintesi |
| 13                | 4 dicembre 2022   | @ Atlanta Falcons        | V 19-16       | 5-7    | Mercedes-Benz Stadium   | Sintesi |
| 14                | 11 dicembre 2022  | Baltimore Ravens         | S 14-16       | 5-8    | Acrisure Stadium        | Sintesi |
| 15                | 18 dicembre 2022  | @ Carolina Panthers      | V 24-16       | 6-8    | Bank of America Stadium | Sintesi |
| 16                | 24 dicembre 2022  | Las Vegas Raiders        | V 13-10       | 7-8    | Acrisure Stadium        | Sintesi |
| 17                | 1º gennaio 2023   | @ Baltimore Ravens (S)   | V 16-13       | 8-8    | M&T Bank Stadium        | Sintesi |
| 18                | 8 gennaio 2023    | Cleveland Browns         | V 28-14       | 9-8    | Acrisure Stadium        | Sintesi |

Note:
- Gli avversari della propria division sono in grassetto.
- Il simbolo "@" indica una partita giocata in trasferta.
- (M) indica il Monday Night Football, (T) il Thursday Night Football e (S) il Sunday Night Football.

## Premi

### Premi settimanali e mensili
- Minkah Fitzpatrick:

difensore della AFC della settimana 1
- Alex Highsmith:

difensore della AFC della settimana 10
- Cameron Heyward:

difensore della AFC della settimana 16